# Радван (герб)
Радва́н (пол. Radwan) — герб шляхетський. Альтернативні назви — Вержбова (Wierzbowa), Вержбовчик (Wierzbowczyk), Віржбова (Wirzbowa), Віржбово (Wirzbowo), Кайя (Kaja), Хоругва (Chorągwie).

## Опис
На червоному геральдичному щиті золота церковна хоругва, розділена на три поля та підшита бахромою, яка  звисає донизу. Над хоругвою золотий кавалерський хрест. У нашоломнику три страусових пера. Намет щита червоний, підбитий золотом.

## Роди

Власний герб роду Юдицьких — відміна герба «Радван».

- Беневські
- Куновські